# Russet Burbank
Pour les articles homonymes, voir Burbank.
La Russet Burbank est une variété cultivée de pomme de terre d'origine américaine.
Cette pomme de terre à chair blanche et à peau brune est largement utilisée pour la préparation de frites dans les chaînes de restauration rapide.

## Particularité
Quand on utilise cette pomme de terre pour faire des chips, il se produit une coloration foncée due au phénomène de caramélisation car sa teneur en sucres est supérieure à celle d'autres variétés, telle que la 'Maris Piper', plus couramment employée par les producteurs de chips américains.
Elle a également une plus forte activité antioxydante, ce qui est rare pour de l'amidon

## Origine génétique
Cette variété, sélectionnée en 1908 par Sweet, est issue, probablement par mutation, d'un semis de la variété 'Burbank', elle-même issue de la variété 'Early Rose', descendante d'une pomme de terre d'Amérique du Sud, d'origine présumée chilienne, introduite du Panama aux États-Unis vers 1850, 'Rough Purple Chili'.

## Histoire
Un horticulteur, Luther Burbank, crée à Lunenburg (États-Unis), au début des années 1870, une variété de pomme de terre à laquelle il donna son nom, la « Burbank ».
En 1875, Burbank vendit sa ferme, et les droits sur sa pomme de terre, pour s'installer à Santa Rosa (Californie). Plus tard, une nouvelle variété descendant de la 'Burbank', mais avec une peau de couleur brun-roux (russet en anglais) fut sélectionnée et baptisée « Russet Burbank ».
La « Russet Burbank » est devenue la variété la plus couramment cultivée dans  l'Idaho, principal État américain producteur de pommes de terre. En 1990, elle y représentait 91,6 % des emblavements en pommes de terre.
Malgré la percée de variétés plus récentes, telles que 'Ranger Russet', 'Shepody' et 'Umatilla Russet', la 'Russet Burbank' représentait encore en 2010, 44,6 % des emblavements dans les principaux États patatiers des États-Unis (Idaho, Washington, Oregon, Wisconsin, Maine, Dakota du Nord et Minnesota).
Sa remarquable longévité commerciale peut se comparer à celle de la 'Bintje' en Europe du Nord-Ouest.
Cette variété a servi (avec d'autres) dans les années 1990 à la création des pommes de terre transgéniques 'NewLeaf' par la société Monsanto (il s'agissait de variétés résistantes au doryphore et au virus Y de la pomme de terre).